# Mael Ferenc
Mael Ferenc, családi nevén Izmael (Marosvásárhely, 1890. december 26. – Budapest, 1949. augusztus 27.) romániai magyar költő, író.

## Életútja, munkássága
1918-ig földművelésügyi számtiszt volt, később a ferences rendiek kolozsvári Szent Bonaventura nyomdai és kiadóvállalatának belső munkatársa lett, az 1940-es évek végén számvevőségi főtanácsosként működött Budapesten a Földművelésügyi Minisztériumban.
Első írói jelentkezése az Álmok című verseskötet (Marosvásárhely, 1909). Költeményeit, novelláit, könyvismertetéseit az Ifjú Erdély, Ellenzék, Pásztortűz, Vasárnap, 1931 után a Keleti Újság, Magyar Nép közölte. Az EIT és az Erdélyi Katolikus Akadémia, illetve a Pázmány Péter Társaság tagja volt. A Hírnök belső munkatársa, a Katholikus Világ szerkesztője. Vallásos versgyűjteményeket, imakönyveket (Szűz Mária hónapja, Kolozsvár, 1930; Kis őrangyal, Kolozsvár, 1931) szerkesztett, ismertetéseket írt L. Ady Mariska, Áprily Lajos, Kádár Imre, Markovits Rodion, Szilágyi M. Dózsa köteteiről.

## Munkái
- Putifárné (kisregény, Marosvásárhely, 1924)
- Missa Solemnis (versek, Arad 1926)
- Pirkad az égalj... (versek, Kolozsvár, 1926)
- Végén csattan az ostor (történetek, Kolozsvár, 1928)
- A kereszt fényében (Kolozsvár, 1929)
- Könnyvirág (elbeszélések, Kolozsvár, 1934)
- Emberek vagyunk (regény, Kolozsvár, 1938)
- Hinni kell... (P. Trefán Leonárd előszavával, versek, Kolozsvár, 1940)
- Hazatértek könnyes éneke; szerzői, Kolozsvár, 1941